# Groszki (województwo warmińsko-mazurskie)
Groszki (niem. Groschken) – wieś w Polsce położona w województwie warmińsko-mazurskim, w powiecie działdowskim, w gminie Rybno.
 W latach 1975–1998 miejscowość administracyjnie należała do województwa ciechanowskiego.
Podczas plebiscytu, który odbył się latem 1920 roku na terenach Warmii i Mazur za przynależnością do Polski opowiedzieli się jedynie mieszkańcy 5 wsi — między innymi wsi Groszki, wsi Lubstynek (120 mieszk.), a także wsi Napromek, zlokalizowanych w byłym powiecie ostródzkim. W Groszkach za Polską oddano 69 głosów, za Prusami Wschodnimi - 9. W 1921 roku stacjonowała tu placówka 13 batalionu celnego.
W innych miejscowościach powiatu ostródzkiego, pozostałych w Niemczech na skutek niekorzystnego dla Polski wyniku plebiscytu, powstało wiele pomników-głazów upamiętniających pozostanie tych ziem na trwałe w Rzeszy Niemieckiej. Po zakończeniu II wojny światowej pomniki-głazy niszczono.